# Афанасьево (Наро-Фоминский район)
Афанасьево — деревня в Наро-Фоминском районе Московской области, входит в состав сельского поселения Волчёнковское. Численность постоянного населения по Всероссийской переписи 2021 года — 95 человек, в деревне числится 1 улица Почтовая. До 2006 года Афанасьево было центром Афанасьевского сельского округа.
Деревня расположена в юго-западной части района, на левом берегу реки Протва, примерно в 3 км к югу от города Верея, высота центра над уровнем моря 164 м. Ближайшие населённые пункты на противоположном берегу реки — Кузьминское на запад и Пафнутовка на север.